# Богдасаров, Артур Гургенович
Артур Гургенович Богдасаров (5 октября 1977 года, Кисловодск) — российский кларнетист, дирижёр. Художественный руководитель и главный дирижёр Государственного концертного оркестра духовых инструментов им. В. Н. Еждика (с 2011 года).

## Биография
В 1992 году закончил Детскую музыкальную школу Кисловодска. В 1996 году окончил отделение духовых и ударных инструментов музыкального училища города Минеральные Воды. В 2001 год окончил Ростовскую государственную консерваторию имени С. Рахманинова по классу кларнета. В 2007 году получил диплом Ростовской государственной консерватории имени С.Рахманинова по специальности «Оркестровое дирижирование».
Как музыкант работал с 1996 года в духовом оркестре Ростовской областной филармонии «Дон», в симфоническом оркестре Ростовского государственного музыкального театра (с 2000 года), с которым выступал в городах России, Польши, Германии, Италии, Франции, Испании, Великобритании, Ирландии и т. д. С 2001 года артист Концертного оркестра духовых инструментов имени В. Еждика, концертмейстер оркестра, концертмейстер группы кларнетов, исполнитель сольных кларнетовых партий.
Первый дирижёрский опыт Богдасаров получил с тем же духовым оркестром «Дон» на открытых площадках Ростова-на-Дону и Ростовской области. Продолжилась дирижёрская деятельность и в Концертном оркестре духовых инструментов имени В. Еждика.
С 1996 по 2011 годы Богдасаровым в качестве дирижёра оркестра духовых инструментов подготовлены программы традиционных жанров духовой музыки, абонементные циклы для детей и юношества, тематические проекты для молодежи: «Бродвей зажигает огни», «Легенды музыки кино», «Классика и рок», «Знаменитые марши мира», «Старинные русские вальсы», «Истории любви», «Офицеры», «Песни Победы», а также совместные программы с солистом оркестра, лауреатом Всероссийского конкурса Алексеем Котляровым и вокалисткой Саратовской филармонии имени А. Шнитке лауреатом международных конкурсов Ириной Левиной.
По приглашению Артур Богдасаров так же дирижировал оркестром «Волга-бенд» (филармония г. Саратов) и концертным оркестром духовых инструментов Омской филармонии.
В сентябре 2011 года Артур Богдасаров назначен на должность художественного руководителя и главного дирижёра Государственного концертного оркестра духовых инструментов имени В. Еждика.
В первом же своем сезоне на посту худ. руководителя и главного дирижёра Концертного оркестра духовых инструментов имени В. Еждика Богдасаров ставит аншлаговые премьерные программы: «Музыканты шутят», «Джон Уильямс — маэстро кино», «Рождественские встречи», «Музыка Победы», «Россия моя», «Любовь, похожая на сон»...
С 2015 г. занимает должность заместителя генерального директора по художественно-творческой деятельности Ростовской филармонии.